# Antonio de la Torre (1951–2021)
Antonio de la Torre Villalpando (ur. 21 września 1951 w Lagos de Moreno, zm. 2 sierpnia 2021) – meksykański piłkarz występujący na pozycji środkowego pomocnika lub obrońcy. Jego syn, również Antonio, także był piłkarzem.

## Kariera klubowa
Był wychowankiem klubu Pumas UNAM z siedzibą w stołecznym mieście Meksyk. W jego barwach jako dwudziestolatek zadebiutował w meksykańskiej Primera División w sezonie 1971/1972, w tych samych rozgrywkach strzelił także pierwszego gola w najwyższej klasie rozgrywkowej i szybko wywalczył sobie miejsce w wyjściowej jedenastce. W swojej macierzystej drużynie spędził kolejne cztery lata, nie odnosząc jednak żadnych sukcesów zarówno na arenie krajowej, jak i międzynarodowej, po czym odszedł do innej ekipy ze stolicy, Club América. Tam także od razu został podstawowym piłkarzem i pierwsze sukcesy z nową drużyną odniósł w sezonie 1975/1976, kiedy to zdobył tytuł mistrza Meksyku, dotarł do finału krajowego pucharu – Copa México, a także triumfował w rozgrywkach superpucharu – Campeón de Campeones. W 1977 roku zwyciężył za to z drużyną prowadzoną przez Raúla Cárdenasa w najbardziej prestiżowych rozgrywkach kontynentu, Pucharze Mistrzów CONCACAF oraz wygrał turniej Copa Interamericana, będąc kluczowym graczem Amériki, której barwy reprezentował ogółem przez osiem lat.
W 1981 roku na zasadzie wypożyczenia zasilił amerykański zespół Los Angeles Aztecs, z którym zajął drugie miejsce w rozgrywkach zachodniej konferencji, jednak swój udział w fazie play-off zakończył już na pierwszej rundzie. W połowie 1982 roku podpisał umowę z Puebla FC, gdzie w sezonie 1982/1983 jako podstawowy zawodnik zdobył mistrzostwo Meksyku, pierwsze w historii klubu, natomiast drugie w swojej karierze. Po dwóch latach spędzonych w tej drużynie odszedł do Club Atlas z miasta Guadalajara, którego zawodnikiem był przez kolejne cztery lata, jednak nie potrafił z nim nawiązać do sukcesów odnoczonych w Américe i Puebli, nie zdobywając żadnego trofeum. Profesjonalną karierę piłkarską zdecydował się zakończyć w wieku 37 lat.

## Kariera reprezentacyjna
W reprezentacji Meksyku zadebiutował za kadencji selekcjonera Javiera de la Torre, 9 sierpnia 1972 w przegranym 2:3 meczu towarzyskim z Peru. Występował w eliminacjach do Mistrzostw Świata 1974, na które jego zespół ostatecznie nie zdołał awansować. W 1975 roku triumfował z drużyną narodową w towarzyskim turnieju Copa Ciudad de México. Pierwszego i jedynego gola w kadrze strzelił 14 czerwca 1977 w zremisowanym 2:2 sparingu z RFN. W 1978 roku, po uprzedniej grze w kwalifikacjach, został powołany przez szkoleniowca José Antonio Rocę na Mistrzostwa Świata w Argentynie. Tam był podstawowym zawodnikiem swojej reprezentacji, rozgrywając od pierwszej do ostatniej minuty wszystkie trzy mecze: z Tunezją (1:3), RFN (0:6) i Polską (1:3). Meksykanie po komplecie porażek odpadli ostatecznie z mundialu już w fazie grupowej. Swój bilans reprezentacyjny zamknął na 44 rozegranych spotkaniach.